# Hét krajcár

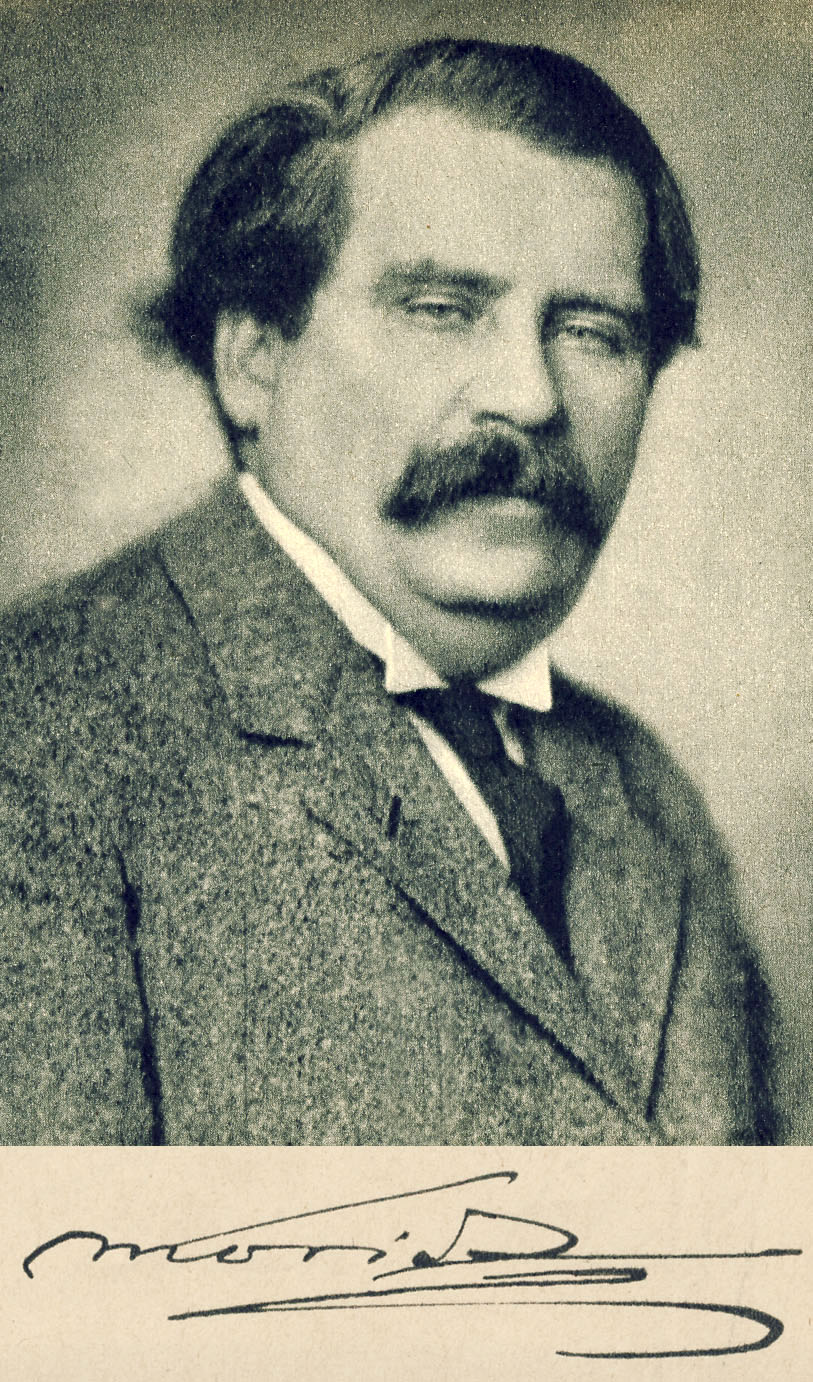
Móricz Zsigmond

A Hét krajcár 1908-ban jelent meg a Nyugat 20. számában. Móricz Zsigmond ezzel a művel vált ismertté, és többek között Ady Endre barátságát is elnyerte. A történet műfaja lélektani novella, mely rövid terjedelmű, cselekménye egyszerű. A műben kevés a szereplő. Az író a saját gyermekkorát idézi fel, amikor nagyon szegények voltak.

## Történet
Az „én-novellában” egy rendkívül szegény család mindennapjaiba pillanthatunk be, egy kisfiú és az édesanyja vidámnak megélt hétköznapját ismerhetjük meg.
A mű két nézőpontból íródott. A bevezetést és a befejezést felnőtt szemszögből nézi, míg személyes emlékét (tárgyalás) gyermekként írja.

### Bevezetés, kibontakozás
|  | Alább a cselekmény részletei következnek! |

A bevezetést a szegénység bemutatásával kezdi. Azután az első három krajcár megtalálásával kezd foglalkozni. Ezeket a krajcárokat a gépfiókban találta az édesanya.
Azt hitte, többet is talál, de csalódnia kellett, csak gyűszűt, tűt, és szövetdarabkákat talált. Ő azonban nem esett kétségbe, inkább nevet nyomorúságukon. 
Megpróbál vidám, játékos lenni. Szórakozva keresgélnek tovább az elbújt pénzek után, még csalogató verset is énekelnek hozzá. Az anya sopánkodik, hogy nincs asztaluk; ha lett volna, talán pénzük is lett volna. Ekkor a kisfiúnak eszébe jutott, hogy az "üveges" almáriumban látott a minap egy krajcárt. Már napokkal ezelőtt észrevette, de nem merte kicsenni, mert kis szívében becsület honolt. Tudta, hogy a szüleinek szüksége lehet még a megtakarított pénzre. Minden fiókot átkutattak, de pénzre nem bukkantak. Ó, az anya annyira igyekezett pedig vigadni, nagyokat kacagni!
Az édesapa ruhájában egy fényes krajcárt találtak, ám a többi zsebben még ennyit sem. Közben az édesanya arcát rózsás pirosság öntötte el a munkától, mert nem lett volna szabad dolgoznia, de hát kinek van szíve e "munkától" eltiltania egy szegény embert?
Időközben a maga zsebében is talált egyet. De ez még nem volt elég neki.

### Fordulópont
És akkor betoppant egy koldus és könyörgő hangon koldult egy kevés pénzt. Az anya és gyermeke azt a feleletet adta, hogy nekik sajnos pont egy krajcár hiányzik a hétből. Ugyanis egy szappan legkevesebb 7 krajcárba kerül, neki pedig másnapra ki kéne mosni az ura ingeit. A koldus érezte, hogy magafajtájú emberrel áll szemben, akik ugyancsak belekóstoltak a szegénység poharába. Az öregember tapintatosságból a kisfiú kezébe csúsztatta azt az egy krajcárt.
A történet végén a rossz nemhogy jóra fordulna, hanem még rosszabb lesz. Igaz ugyan, hogy a szappanra való pénz összegyűlt, de így sem tudja kimosni férje ingeit, mert nincs lámpaolajuk, és közben besötétedett.
Az édesanya fuldokolt a kacagástól, és vér ömlött ki a száján (tuberkulózis). 
A befejezést ismét felnőtt szemmel írja. A történetben az édesanya nem hal meg, ezzel ellentétben az író édesanyja a mű írásakor már nem él. 
Az édesanya vidámsággal akarja leplezni szegénységüket, a kisfiú pedig úgy csinál, mint aki nem tud róla (közben tisztában van szegénységükkel). Az öröm bánatra fordul, mikor kiderül, hogy az édesanya súlyos betegségben szenved. A mű végén a népmesékre jellemző "happy end"-et várjuk, ám ehelyett fokozódik a drámaiság.
A cselekmény egésze azt meséli el, miként próbált az anya és a gyermeke hét krajcárt megkeresni egy délután. Maga a pénz kutatása vidáman történik, de érzelmi mondanivalója több ennél. Az anya – aki halálos betegségét leplezi gyermeke elől – próbálja tréfásan, játékosan elleplezni a szegénységüket. Hat krajcárt sikerült találniuk, azonban a hetedik krajcárt egy koldustól kapják. A mű végére, mikorra már sikerült „összekaparni” a hét krajcárt, a bolt, ahol a szappant megvették volna, már bezárt. A vidám párbeszéd tragikusra vált, amikor az édesanya nevetése fuldokló köhögésbe torkollik.
|  | Itt a vége a cselekmény részletezésének! |

### Feldolgozások
- Hét Krajcár (tévéfilm, 1991) rendezte: Kenyeres Gábor, szereplők: Bencze Bernadette, Borbás Mirjam, Boócz Tamás